# Annie Romein-Verschoor

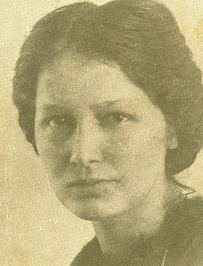
Annie Romein-Verschoor.

Anna Helena Margaretha (Annie) Romein-Verschoor, född 4 februari 1895 i Nijmegen, död 5 februari 1978 i Amsterdam, var en nederländsk litteratursociolog och historiker.
Romein-Verschoor disputerade för doktorsgraden 1935 på avhandlingen De Nederlandse romanschrijfster na 1880 ("Den nederländska romanförfattarinnan efter 1880"). Tillsammans med sin make, historikern Jan Romein (1893–1962), utgav hon historiska standardverk, som Erflaters van onze beschaving ("De gav oss vårt kulturarv", 1–4, 1938–1940).